# Maslivka, Nova Kahovka
Maslivka (în ucraineană Маслівка) este localitatea de reședință a comunei Raiske din orașul regional Nova Kahovka, regiunea Herson, Ucraina.

## Demografie
Componența lingvistică a localității Maslivka
     Ucraineană (92,28%)
     Rusă (6,5%)
     Alte limbi (0,82%)
Conform recensământului din 2001, majoritatea populației localității Maslivka era vorbitoare de ucraineană (92,28%), existând în minoritate și vorbitori de rusă (6,5%).